# Lijst van voetbalinterlands Duitsland - Griekenland
Deze lijst van voetbalinterlands is een overzicht van alle officiële voetbalwedstrijden tussen de nationale teams van (West-)Duitsland en Griekenland. De landen speelden tot op heden tien keer tegen elkaar. De eerste ontmoeting, een kwalificatiewedstrijd voor het Wereldkampioenschap voetbal 1962, werd gespeeld in Athene op 20 november 1960. Het laatste duel, een vriendschappelijke wedstrijd, vond plaats op 7 juni 2024 in Mönchengladbach.

## Wedstrijden
| №  | Plaats          | Datum            | Competitie           | Wedstrijd                    | Uitslag |
| -- | --------------- | ---------------- | -------------------- | ---------------------------- | ------- |
| 1  | Athene          | 20 november 1960 | WK 1962 kwalificatie | Griekenland – West-Duitsland | 0 – 3   |
| 2  | Augsburg        | 22 oktober 1961  | WK 1962 kwalificatie | West-Duitsland – Griekenland | 2 – 1   |
| 3  | Athene          | 22 november 1970 | Vriendschappelijk    | Griekenland – West-Duitsland | 1 – 3   |
| 4  | Athene          | 20 november 1974 | EK 1976 kwalificatie | Griekenland – West-Duitsland | 2 – 2   |
| 5  | Düsseldorf      | 11 oktober 1975  | EK 1976 kwalificatie | West-Duitsland – Griekenland | 1 – 1   |
| 6  | Turijn          | 17 juni 1980     | EK 1980              | Griekenland – West-Duitsland | 0 – 0   |
| 7  | Hamburg         | 2 september 2000 | WK 2002 kwalificatie | Duitsland – Griekenland      | 2 – 0   |
| 8  | Athene          | 28 maart 2001    | WK 2002 kwalificatie | Griekenland – Duitsland      | 2 – 4   |
| 9  | Gdańsk          | 22 juni 2012     | EK 2012              | Duitsland – Griekenland      | 4 – 2   |
| 10 | Mönchengladbach | 7 juni 2024      | Vriendschappelijk    | Duitsland − Griekenland      | 2 − 1   |

## Samenvatting
| Competitie        | Totaal gespeeld | Winst Duitsland | Gelijk | Winst Griekenland | Doelsaldo Duitsland – Griekenland |
| ----------------- | --------------- | --------------- | ------ | ----------------- | --------------------------------- |
| WK-kwalificatie   | 4               | 4               | 0      | 0                 | 11 − 3                            |
| EK-eindronde      | 2               | 1               | 1      | 0                 | 4 − 2                             |
| EK-kwalificatie   | 2               | 0               | 2      | 0                 | 3 − 3                             |
| Vriendschappelijk | 2               | 2               | 0      | 0                 | 5 − 2                             |
| Totaal            | 10              | 7               | 3      | 0                 | 23 − 10                           |

Wedstrijden bepaald door strafschoppen worden, in lijn met de FIFA, als een gelijkspel gerekend.

## Details

### Negende ontmoeting
| EK 2012 (Gdańsk, Polen, 22 juni 2012): |              | |
| Duitsland | 4 – 2        | Griekenland |
| Philipp Lahm 39' Sami Khedira 61' Marco Reus 74' Miroslav Klose 68' | goals        | 53' Georgios Samaras 89' (pen.) Dimitrios Salpigidis |
| Joachim Löw | bondscoach   | Fernando Santos |
| Manuel Neuer Philipp Lahm Holger Badstuber Mats Hummels Jerome Boateng Bastian Schweinsteiger Sami Khedira André Schürrle 67' Mesut Özil Marco Reus 80' Miroslav Klose 80' | opstellingen | Michalis Sifakis 46' Giorgos Tzavelas Sokratis Papastathopoulos Kyriakos Papadopoulos Vasilis Torosidis Ioannis Maniatis 72' Grigoris Makos Georgios Samaras Kostas Katsouranis 46' Sotiris Ninis Dimitrios Salpigidis |
| Thomas Müller 67' Mario Gomez 80' Mario Götze 80' | wissels      | 46' Georgios Fotakis 46' Theofanis Gekas 72' Nikos Lyberopoulos |
| | gele kaarten | 14' Georgios Samaras 75' Sokratis Papastathopoulos |